# Ангел скорби

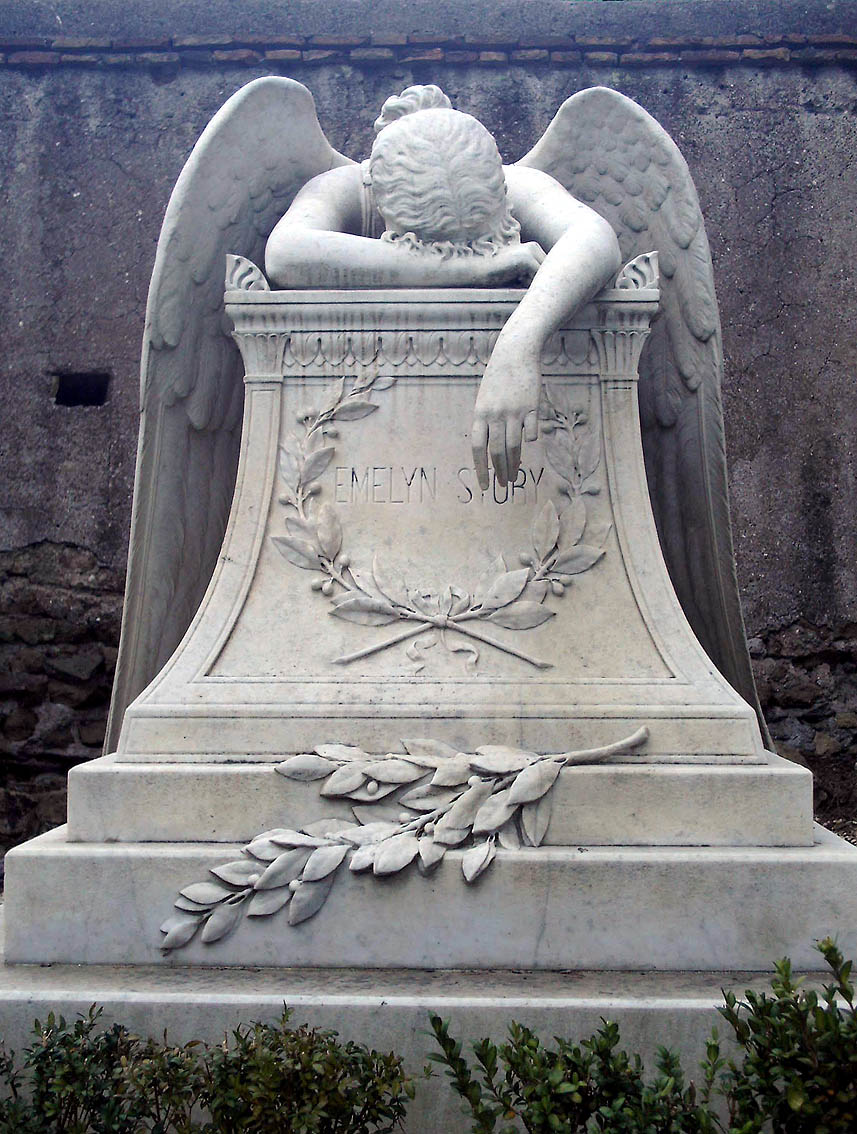
Оригинал скульптуры «Ангел скорби» в Риме

Ангел скорби (англ. Angel of Grief) — скульптура, созданная американским скульптором Уильямом Ветмором Стори в 1894 году, служит надгробным камнем художника и его жены на римском протестантском кладбище. Этот термин сейчас используется для описания многочисленных могильных камней по всему миру, возведённых в стиле памятника Стори.

## Репродукции в популярной культуре

### Обложки музыкальных альбомов
- The Edges of Twilight — The Tea Party (1995)
- Embossed Dream in Four Acts — Odes of Ecstasy (1998)
- Evanescence EP — Evanescence (1998)
- Once — Nightwish (2004)
- Letanías: Capítulo III — Anabantha (2006)
- Viaggio in Italia — Lebensessenz (2016)

### Фильмы
- Flight from Death (2003) (обложка)